# سان فيليب دو رول (مترو باريس)
سان فيليب دو رول (بالفرنسية: Saint-Philippe du Roule)‏ هي محطة مترو تابعة لمترو باريس تقع في فرنسا في الدائرة الثامنة في باريس.[بحاجة لمصدر]